# 陆渡街道
陆渡街道是中华人民共和国江苏省苏州市太仓市下辖的一个街道。

## 行政区划
陆渡街道下辖以下村级行政区划单位：陆渡社区、东城社区、红庙村、洙桥村、三港村、陆渡村、横沥村和洙泾村。